# Čou-kchou-tien
Čou-kchou-tien (čínsky: 周口店) je vesnice ležící v Severočínské nížině 44 km jihozápadně od centra Pekingu v pekingském obvodě Fang-šan. V jejím okolí se nachází rozsáhlý jeskynní systém, ve kterém byly nalezeny pozůstatky prehistorického pekingského člověka i člověka Homo sapiens. Díky tomu byly jeskyně v roce 1987 přidány na Seznam světového dědictví UNESCO.
Jedna z jeskyní, obzvláště rozlehlá, dříve dosahovala rozlohy srovnatelné s fotbalovým hřištěm (150 x 45 metrů, v nejvyšším bodě výšku 36,6 m). Na severovýchodě měla malý vchod. Zhruba před 400 000 lety ji osídlil předchůdce člověka, tzv. pekinský člověk (Homo erectus pekinensis) a žil v ní bez přerušení 200 000 let až do doby, než se jeskyně téměř úplně zaplnila odpadky.
Do okolí vesnice, známé nalezištěm dračích kostí, se dostal švédský geolog a archeolog Johan Gunnar Andersson, tehdejší poradce báňské rady čínské vlády, který zde v letech 1918-1921 nejprve sám, později s Rakušanem Otto Zdanskym a Američanem Walterem Grangerem prováděl archeologický průzkum. Jeden zub z této lokality byl identifikován jako zub primitivního předchůdce člověka profesorem Davidsonem Blackem. V roce 1929 zde Pchej Wen-čung nalezl první lidskou lebku, což vzbudilo zájem o tuto oblast v celém světě. Důkladné vykopávky z let 1921-1937, na nichž se mimo jiné podíleli i Jang Čung-ťien, Ťia Lan-pcho, Pierre Teilhard de Chardin a Franz Weidenreich, obnovené roku 1959, doposud odkryly přes 100 000 kamenných nástrojů, na stovku zubů, čtrnáct lebek a mnoho dalších kostí celkem asi ze 140 jedinců druhu Homo erectus, velmi podobného jiným raným formám člověka objevených na Jávě, v Evropě, na Předním východě i v Africe.